# ГЕС Белвер
ГЕС Белвер (порт. Belver) — гідроелектростанція у центральній частині Португалії. Знаходячись після ГЕС Фрател, становить нижній ступінь у каскаді ГЕС на Тахо (найбільша річка Піренейського півострова, що дренує його центральну частину та впадає в Атлантичний океан біля Лісабона).
У межах проєкту річку перекрили бетонною гравітаційною греблею висотою 30 метрів та довжиною 328 метрів, яка потребувала 90 тис. м3 матеріалу. Вона утримує водосховище площею поверхні 2,8 км2 та об'ємом 12,5 млн м3 (корисний об'єм 8,5 млн м3), з нормальним коливанням рівня між позначками 41 та 46 метрів НРМ.
Машинний зал обладнано шістьма турбінами типу Каплан загальною потужністю 80,7 МВт. Вони працюють при напорі до 15 метрів та забезпечують виробництво 220 млн кВт·год електроенергії на рік.
Зв'язок з енергосистемою здійснюється по ЛЕП, що працює під напругою 64 кВ.
В 1950-х — 1960-х роках продукцію ГЕС використовував завод аміаку в Алферрареді, технологія якого базувалась на електролізі.